# 寶復禮
寶復禮（英語：Frederick Alfred Brown，1860年—？），英國格洛斯特人，是近代史上循道宗（英語：Methodism，又稱衛斯理宗、衛理公會）著名的來華傳教士。他創辦了天津第一所外國學校「成美学堂」（現在是天津匯文中學），並且大力反對吸食鸦片與婦女纏足。義和團圍攻北京使館區時，他提供的情報使得英軍在八國聯軍中率先抵達使館區解圍。他於1909年獲得清廷御賜雙龍寶星。

## 生平
寶復禮1860年生於英格蘭，1878年成為基督徒。他於1882年成為循理會（英語：Free Methodist Church，是循道宗的一個教派）牧師，1883年抵達中國為英國和外國聖經公會服務。他於1886年與妻子Agnes Barker成為美以美會差會華北教區（英語：Methodist Episcopal Church North China Mission；美以美會是循道宗的一個教派）的一員。1888年10月成為美以美會長老，隨即被任命為天津東門衛斯理禮拜堂的牧師。
他提倡新学，於清光緒十六年(公元1890年)創辦了天津第一所外國學校「成美学堂」（天津匯文中學的前身），並擔任校長。他辦學成效受到肯定，該校一年（1900年）就有12位畢業生進入北京大學就讀。光緒二十四年(公元1898年)農歷三月二十四日，他與丁家立牧師共同創辦天足會天津分會，提倡廢除婦女纏足的陋習。他反對吸食鸦片，在英國皇家鴉片委員會出席作證，並在传教士成立的英东力除鸦片贸易协会担任执行董事。
1900年八國聯軍進攻天津時，英國遠征軍委任他為軍事情報官，從事情報搜集以及為英軍審訊俘虜等工作。北京之戰時，英國駐大清國公使竇納樂上校負責指揮東交民巷使館區防禦，他的計畫建議英軍從永定門進攻解使館區之圍，但是寶復禮向英軍參謀長巴羅將軍指出廣渠門比永定門更近，也沒有永定門堅固。英軍採納了他的建議，傷亡很少，並且在聯軍中第一個抵達使館區，總司令事後感謝他的幫助。使館區解圍之後，他沒有隨英軍司令賈士禮進入使館，而留在使館外，阻止英軍濫殺拳民以外的人，救了一些平民的命，稍後才應邀到使館共進晚餐。
1909年他獲得清廷御賜雙龍寶星。袁世凱當選中華民國臨時大總統後，他率領基督教代表團於1912年2月23日向袁世凱表示祝賀。

## 著作
- 1902年出版From Tientsin to Peking with the Allied Forces(《京津隨軍記》)，2015年北京市人民东方出版社出版簡體字譯本《八國聯軍侵華戰爭回憶錄》。[14][15]
- 1908年出版Religion in Tientsin(《天津的宗教》)。[16]
- 1913年出版China's Dayspring After Thirty Years(《三十年后中國之覺醒》)。[17]
- 1936年出版"Boxer" and Other China Memories(《義和團和其他關於中國的回憶》)。[18]

## 家庭
他的妻子Agnes Barker Brown也是循道宗傳教士。他們有兩個兒子。

## 註解
1. ↑  循道宗在二十世紀初有兩位在華傳教士名為Frederick Brown：寶復禮1860年出生於英格蘭，主要在華北傳教；另一位Frederick R. Brown1888年出生於美國紐約州，主要在華南傳教，妻子是Clella Ernestine McDonnell。[21][3]